# PreLex
PreLex war ein Rechtsinformationssystem mit den interinstitutionellen Verfahren, ein Angebot der Europäischen Kommission. Mit der PreLex-Datenbank konnten die Entstehungsphasen aller amtlichen Dokumente (Vorschläge, Empfehlungen, Mitteilungen) verfolgt werden, die die Kommission den Legislativorganen (Rat und Parlament) oder anderen Organen und Institutionen übermittelt. Der Zugang zur Datenbank war kostenlos.

## Struktur von PreLex
PreLex enthielt Informationen ab 1976 und wurde täglich aktualisiert. Jedes Dossier in der Datenbank enthielt die jeweiligen Etappen (Übermittlung an den Rat, Stellungnahme des EP, förmliche Annahme durch den Rat etc.) An jeder Etappe konnten Personen (Abgeordnete, Kommissionsmitglieder usw.), Dienststellen (Generaldirektionen, Parlamentsausschüsse) und Dokumente (KOM-Dokumente, Amtsblatt usw.) beteiligt sein.
Die zitierten Dokumente konnten über Verweise in elektronischer Form aufgerufen werden. Sie waren auf den Webseiten der Kommission:
- Bulletin der Europäischen Union
- Rapid

oder auf anderen Webseiten vorhanden:
- EUR-Lex
- Europäisches Parlament
- Europäischer Wirtschafts- und Sozialausschuss